# BYPOL
La Asociación de Fuerzas de Seguridad de Bielorrusia (bielorruso: bielorruso: Abiadnannie silavikou Bielarusi), también conocida como BYPOL, es una organización bielorrusa formada por ex servidores públicos de organismos seguridad, policiacos y de las Fuerzas Armadas de Bielorrusia para contrarrestar las autoridades del régimen de Aleksandr Lukashenko. La asociación tiene canales en YouTube y Telegram, en los que publica diversos vídeos relacionados con las fuerzas de seguridad, y también documenta y doxea a los agentes del orden.

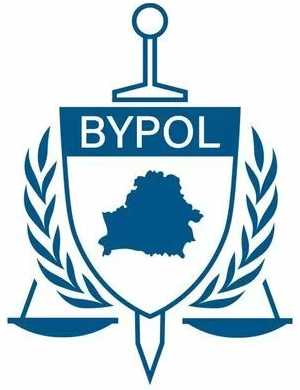
INSIGNIA DE BYPOL

La iniciativa se opone al presidente Alexander Lukashenko y tampoco reconoce su legitimidad. Los exfuncionarios de seguridad consideran a Sviatlana Tsikhanouskaya como presidenta.

## Antecedente
El 9 de agosto de 2020, tras el anuncio de los resultados de las elecciones presidenciales, comenzaron protestas masivas en todo el país. Durante los enfrentamientos entre algunos manifestantes y agentes del orden, la policía utilizó gases lacrimógenos, granadas paralizantes, cañones de agua y balas de goma. La excesiva crueldad con la que las fuerzas de seguridad trataron a los manifestantes se hizo pública. Algunos agentes del orden no estuvieron de acuerdo con la política de Alexander Lukashenko, por lo que dimitieron. Algunos de los empleados se quedaron en Bielorrusia y otros emigraron a otros países.

## Creación
El 20 de octubre de 2020, en Varsovia, en el Centro de Solidaridad Bielorrusa, Svetlana Tikhanovskaya se reunió con antiguos empleados de las fuerzas del orden, "que se pasaron al lado del pueblo". A esta reunión asistieron el Capitán de Justicia Andréi Ostapovich, el Mayor de Justicia Igor Loban, el teniente de la milicia Matvey Kupreichik y el teniente de la milicia Vladimir Zhigar. Fue en esta reunión que anunciaron su intención de crear un sindicato de organismos encargados de hacer cumplir la ley. Tikhanovskaya apoyó la creación de la iniciativa y propuso "celebrar una reunión privada separada sobre la cuestión del traslado de agentes encargados de hacer cumplir la ley al lado del pueblo bielorruso".

## Metas
- La unificación de los agentes del orden que no apoyan al gobierno en una estructura organizada, lista para derrocar al actual gobierno en Bielorrusia.
- Creación de un sindicato independiente de organismos encargados de hacer cumplir la ley.
- Desarrollo de disposiciones para la futura reforma de los organismos encargados de hacer cumplir la ley.
- Recopilación de pruebas sobre delitos cometidos contra ciudadanos bielorrusos que protestaban.
- Recopilación de información sobre presunta corrupción.
- Cooperación en el ámbito internacional en la investigación y revisión judicial de presuntos crímenes de lesa humanidad, sanciones y procesamiento penal de personas identificadas a nivel internacional[3]

## Liderazgo y miembros
El líder inicial de BYPOL, en el momento de su creación como fundación conforme a la ley polaca en mayo de 2021, fue Aliaksandr Azarau.
En agosto de 2022, Azarau afirmó que miembros de las agencias de seguridad oficiales del gobierno de Lukashenko, del Ministerio del Interior, las Fuerzas Armadas, el Comité de Investigación, el Ministerio de Situaciones de Emergencia y el Servicio de Guardia de Fronteras, "de diversos rangos", estaban trabajando con BYPOL.

## Publicaciones
La primera publicación de la iniciativa en el canal de YouTube fue el llamamiento del cadete de cuarto año del departamento de policía de la Academia del Ministerio del Interior de la República de Bielorrusia Vladislav Botyan. En él, en el contexto de una bandera blanca, roja y blanca, habló de su despido de los órganos de asuntos internos. Hizo un llamamiento a los cadetes de la Academia del Ministerio del Interior y les instó a abandonar sus estudios y "ponerse del lado del pueblo". al intentar derrocar al gobierno de Bielorrusia. Botyan también habló sobre cómo fue testigo del relleno de votos durante la votación anticipada.
Luego aparecieron dos videos en el canal llamados "Héroes con pasamontañas". En la primera parte, los manifestantes son empujados bruscamente dentro de un Vehículo de transporte de prisioneros, algunos son golpeados. Todos se arrodillan en el suelo de la furgoneta. En el camino, las fuerzas de seguridad interrogan burlonamente a algunos hombres y estudian el contenido de sus teléfonos, en particular sus suscripciones a Telegram. La segunda parte muestra imágenes de una de las protestas en Minsk.
El 2 de diciembre, la iniciativa publicó un vídeo del acercamiento de Lukashenko a los oficiales de OMON. El vídeo recoge los acontecimientos de la "Marcha de la Nueva Bielorrusia", que tuvo lugar el 23 de agosto y obligó a Lukashenko a sobrevolar Minsk en helicóptero. Luego, el Jefe de Estado, bajo la supervisión de OMON, con el apoyo de su hijo Nikolai y un médico personal, "participó en la dispersión" de varias personas que accidentalmente Se quedó en el palacio después de que la Marcha ya había terminado en ese momento. Después de la "limpieza" del territorio, Lukashenko expresó generosamente su agradecimiento a las fuerzas de seguridad, prometiendo no endeudarse por la "hazaña" que habían realizado. Se escucha a las fuerzas de seguridad bromear, maldecir y reírse de Lukashenka.
El 10 de diciembre, la iniciativa publicó un vídeo en el que agentes de la OMON insultan a los manifestantes con lenguaje soez, violando así la orden del Ministerio del Interior nº 67 "Sobre las normas de ética profesional de los agentes de policía". El vídeo fue filmado el 23 de agosto cerca del Palacio de la Independencia en Minsk.
El 17 de diciembre se publicó en el canal de YouTube un vídeo sobre el acoso en el Departamento del Interior del distrito de Frunzensky. El vídeo está fechado el 12 de agosto. Las imágenes muestran cómo los detenidos, entre ellos mujeres y menores, están arrodillados o tumbados boca abajo en el suelo con las manos torcidas hacia atrás. Durante los interrogatorios, a las personas las golpean en el estómago o los riñones y las obligan a lamer una porra. Durante los interrogatorios, las personas son intimidadas y amenazadas. Algunos de los detenidos fueron brutalmente golpeados, con hematomas, abrasiones y contusiones en el rostro. Mientras se desarrolla otro interrogatorio, al fondo se ve a un desconocido vestido de civil y con pasamontañas golpeando a un hombre con una porra. En el vídeo se escuchan golpes y gritos de fondo.
El 28 de diciembre, la iniciativa publicó los materiales de su investigación sobre el proceso penal contra Serguéi Tikhanovsky. La iniciativa afirma que el caso de Tikhanovsky tiene motivaciones políticas. Según la iniciativa, mucho antes del arresto de Tikhanovsky y miembros de su equipo en relación con sus actividades sociopolíticas, la Dirección General de Lucha contra el Crimen Organizado comenzó a desarrollar registros operativos en el marco del caso, que se encontraba en la producción del Detective principal del segundo departamento del tercer departamento Ivan Tarasik. La dirección general de este desarrollo estuvo a cargo del jefe del tercer departamento, Mikhail Bedunkevich. Como resultado, el departamento no encontró motivos para iniciar una causa penal. En este sentido, decidieron organizar una provocación. La orden verbal, según la iniciativa, fue dada por el entonces Ministro del Interior, Yury Karayeu.
El 7 de enero, la iniciativa publicó en su canal Telegram un informe secreto sobre la situación en la estructura del Ministerio del Interior. Contiene información sobre el número de empleados certificados al 1º de octubre y otros datos "para uso oficial".
El 14 de enero, la iniciativa publicó una grabación en la que un hombre con una voz similar a la del exjefe del GUBOPiK y ahora viceministro del Interior, el comandante de las tropas internas, Nikolai Karpenkov, cuenta cómo Alejandro Taraikovsky murió, así como sobre una reunión con Alexander Lukashenko, donde los funcionarios encargados de hacer cumplir la ley qué hacer con las protestas y los manifestantes. Presumiblemente la grabación se realizó a finales de octubre. En la grabación, un hombre con una voz similar a la de Karpenkov dice que el jefe de Estado tiene a las fuerzas de seguridad "cubiertas por todos lados en cuanto al uso de armas", y también informa que Alexander Taraikovsky murió a causa de una bala de goma que "voló hacia su pecho." También cita instrucciones del "presidente" sobre cómo tratar con los manifestantes. Pavel Latushko afirmó que esta grabación será presentada al Consejo de Seguridad de la ONU, a la Unión Europea, a la OSCE y a las autoridades de Rusia y Estados Unidos.
A principios de febrero, BYPOL difundió información de que las autoridades bielorrusas estaban reuniendo un contingente de mantenimiento de la paz de 600 soldados para enviarlos a Siria. Como se indica en el mensaje, los comandos operativos occidental y noroccidental ya recibieron una directiva sobre la selección de personal militar. En este sentido, según el grupo BYPOL, los soldados supuestamente comenzaron a abandonar las fuerzas armadas en masa. El Ministerio de Defensa de Bielorrusia negó esta información.[15] Fuentes no estatales, como Tut.By, también dudaron del mensaje de BYPOL.
El 2 de febrero, TUT.BY recibió los resultados del examen fonoscópico de una grabación publicada por BYPOL, que es de "gran importancia pública" y causó resonancia no sólo en Bielorrusia sino también en el extranjero. La grabación de audio habla del asesinato de Alexander Taraikovsky, el uso de armas letales y "campamentos para pezuñas afiladas". El examen confirmó que la voz de la grabación pertenece a Nikolai Karpenkov y no reveló ningún signo de edición.
El 4 de marzo de 2021, la iniciativa publica en su canal de YouTube otra grabación de audio con una voz supuestamente perteneciente al exjefe del Ministerio del Interior de Bielorrusia Karaev, en la que pide a las fuerzas de seguridad que repriman brutalmente a la oposición. Representantes: "Lo que nos amenaza a ustedes y a mí, funcionarios. Bueno, especialmente si ustedes. Dejen todo, encuentren esta criatura y límpienla. Este es mi consejo para ustedes".

## Cooperación con otras estructuras de la oposición bielorrusa
La iniciativa participó en el desarrollo de la plataforma Libro Único de Registro de Delitos. La asociación también ayuda a investigar lo que considera "delitos". BYPOL también tiene un representante en la administración nacional de gestión anticrisis. Junto con la administración, identifican a los responsables de violencia injustificada e ilegal durante las protestas.

## Acciones

### Guerra ferroviaria de Bielorrusia de 2022
A principios de marzo de 2022, aparecieron en los medios noticias sobre terrorismo contra los ferrocarriles bielorrusos para interferir con el movimiento de los trenes militares. En tres regiones bielorrusas se destruyeron equipos de señalización y se bloquearon líneas ferroviarias. Según BYPOL, como resultado de esta operación se interrumpió el funcionamiento de varios ramales del ferrocarril bielorruso. Los Ferrocarriles Rusos supuestamente prohibieron el movimiento nocturno de su material rodante, incluidos los trenes militares, por el territorio de Bielorrusia, y los maquinistas bielorrusos supuestamente se niegan a conducir locomotoras y viajar a los transportes. Según BYPOL:

Es nuestro deber –y está en nuestro poder– hacer cosas reales para detener [la guerra], liberarnos de la ocupación de las tropas rusas y restaurar el buen nombre de nuestros antepasados. "Rail War" es el conocimiento que heredamos, esto es lo que podemos hacer y lo que cada uno de nosotros puede hacer. Cita de Declaración de BYPOL

### Plan Pieramoha
En junio de 2022, el líder de BYPOL, Azarau, declaró que BYPOL tenía 200.000 personas registradas en su ("Pieramoha" que significa "victoria"; también se escribe "Peramoha" o "Peramoga") para reemplazar al gobierno de Lukashenko, con 5.000 personas registradas por sabotaje y acciones insurgentes. Hasta octubre de 2022, 800 personas se habían inscrito en los centros de formación del Plan Pieramoha en Polonia.
La principal herramienta utilizada para recopilar datos sobre los activistas de las protestas fue el robot del plan "Peramoga". Un usuario del mensajero Telegram podría registrarse y esperar recibir una orden de movilización. Durante el registro, el bot reconoció el ID de la cuenta de Telegram, calle de residencia, profesión y lugar de trabajo.
Según OSH Information Group, los datos recopilados por el robot "Peramoga" fueron suficientes para que las autoridades identificaran a algunos de los manifestantes comparándolos con los datos de las bases de datos del Ministerio del Interior bielorruso.[27] Natallia Radzina (rusa: Наталья Радина) alegó en NV.ua que había sospechas de que Azarov trabajaba para los servicios secretos bielorrusos. Se refirió a las transmisiones de videos de GUBOPiK de personas que afirmaban haber sido arrestadas por participar en el Plan Pieramoha.

### Ataque a la base aérea de Machulishchy
La organización se atribuyó la responsabilidad del ataque de febrero de 2023 contra un avión ruso en la base aérea de Machulishchy.

### Declaración del Régimen de Alexander Lukashenko
El 6 de marzo de 2021 se inició una causa penal contra los activistas de la iniciativa por incitación al odio. La Fiscalía General del gobierno de Lukashenko declaró que se había abierto un proceso contra Oleg Talerchik, Igor Logan "y otras personas".
El 22 de abril de 2021, el tribunal del distrito Zheleznodorozhny de Gomel incluyó el canal de telegramas BYPOL en la lista de materiales extremistas y el 12 de enero de 2022, el mismo tribunal reconoció otros recursos de Internet de la iniciativa, incluido el Registro Unificado de Delitos. Libro, como material extremista. En noviembre de 2021, las autoridades bielorrusas reconocieron a BYPOL como grupo extremista. En agosto de 2022, el Tribunal Supremo de Bielorrusia designó al grupo como organización terrorista.
El 15 de febrero de 2024, Azarau y otros cinco fundadores de BYPOL recibieron largas penas de prisión en ausencia.